# 傑米·楊恩
傑米‧楊恩（Jerome Young，1976年8月14日—）是美國短跑運動員，就讀於康涅狄格州哈特福德普萊斯中學。他於1999年被發現使用禁藥，最終被禁止參加比賽，在他的整個田徑生涯產生陰影。

## 外部連結
- 傑米·楊恩在的頁面
- Background: Jerome Young case （页面存档备份，存于）